# Eleições legislativas portuguesas de 2019 na Madeira
| Eleições legislativas portuguesas de 2019 Distritos: Aveiro \| Beja \| Braga \| Bragança \| Castelo Branco \| Coimbra \| Évora \| Faro \| Guarda \| Leiria \| Lisboa \| Portalegre \| Porto \| Santarém \| Setúbal \| Viana do Castelo \| Vila Real \| Viseu \| Açores \| Madeira \| Estrangeiro |

## Resultados por concelho
Os resultados nos concelhos da Região Autónoma da Madeira foram os seguintes:

### Calheta
| Partido                 | Partido                     | Votos  | %               | +/-   |
| ----------------------- | --------------------------- | ------ | --------------- | ----- |
|                         | Partido Social Democrata    | 3 409  | 56,42 / 100,00  | 1,21  |
|                         | Partido Socialista          | 1 265  | 20,94 / 100,00  | 11,67 |
|                         | CDS – Partido Popular       | 586    | 9,70 / 100,00   | 1,24  |
|                         | Bloco de Esquerda           | 190    | 3,14 / 100,00   | 3,03  |
|                         | Juntos pelo Povo            | 71     | 1,18 / 100,00   | 1,78  |
|                         | Pessoas–Animais–Natureza    | 68     | 1,13 / 100,00   | 0,22  |
|                         | Outros (com menos de 1,00%) | 301    | 4,99 / 100,00   |       |
| Votos Inválidos         | Votos Inválidos             | 152    | 3,52 / 100,00   | 0,91  |
| Total                   | Total                       | 6 042  | 100,00 / 100,00 |       |
| Eleitorado/Participação | Eleitorado/Participação     | 12 250 | 49,32 / 100,00  | 1,92  |

| Freguesia           | %     | %     | %     | %    | %    | %    | Votantes |
| Freguesia           | PSD   | PS    | CDS   | BE   | JPP  | PAN  | Votantes |
| ------------------- | ----- | ----- | ----- | ---- | ---- | ---- | -------- |
| Arco da Calheta     | 58,27 | 19,85 | 7,72  | 3,77 | 1,63 | 1,45 | 1 723    |
| Calheta             | 55,04 | 21,48 | 8,02  | 4,01 | 1,66 | 0,97 | 1 746    |
| Estreito da Calheta | 60,49 | 20,59 | 7,42  | 2,69 | 1,02 | 1,41 | 782      |
| Fajã da Ovelha      | 49,27 | 21,71 | 20,25 | 1,25 | 0,63 | 0,63 | 479      |
| Jardim do Mar       | 42,57 | 37,84 | 4,73  | 5,41 | 0,68 | 0    | 148      |
| Paul do Mar         | 50,90 | 12,90 | 21,15 | 3,58 | 0,36 | 1,08 | 279      |
| Ponta do Pargo      | 54,91 | 21,84 | 13,03 | 2,00 | 0,20 | 1,20 | 499      |
| Prazeres            | 66,32 | 21,24 | 6,99  | 0    | 0    | 0,78 | 386      |
| Calheta             | 56,42 | 20,94 | 9,70  | 3,34 | 1,18 | 1,13 | 6 042    |

### Câmara de Lobos
| Partido                 | Partido                              | Votos  | %               | +/-   |
| ----------------------- | ------------------------------------ | ------ | --------------- | ----- |
|                         | Partido Social Democrata             | 6 805  | 44,97 / 100,00  | 2,43  |
|                         | Partido Socialista                   | 4 103  | 27,11 / 100,00  | 12,87 |
|                         | CDS – Partido Popular                | 1 142  | 7,55 / 100,00   | 0,49  |
|                         | Bloco de Esquerda                    | 641    | 4,24 / 100,00   | 3,53  |
|                         | CDU - Coligação Democrática Unitária | 336    | 2,22 / 100,00   | 1,43  |
|                         | Juntos pelo Povo                     | 288    | 1,90 / 100,00   | 1,59  |
|                         | Pessoas–Animais–Natureza             | 268    | 1,77 / 100,00   | 0,24  |
|                         | Reagir Incluir Reciclar              | 209    | 1,38 / 100,00   | Novo  |
|                         | Partido Trabalhista Português        | 178    | 1,18 / 100,00   | 0,60  |
|                         | Outros (com menos de 1,00%)          | 794    | 5,28 / 100,00   |       |
| Votos Inválidos         | Votos Inválidos                      | 368    | 2,44 / 100,00   | 0,98  |
| Total                   | Total                                | 15 132 | 100,00 / 100,00 |       |
| Eleitorado/Participação | Eleitorado/Participação              | 32 651 | 46,34 / 100,00  | 0,28  |

| Freguesia                   | %     | %     | %    | %    | %    | %    | %    | %    | %    | Votantes |
| Freguesia                   | PSD   | PS    | CDS  | BE   | CDU  | JPP  | PAN  | RIR  | PTP  | Votantes |
| --------------------------- | ----- | ----- | ---- | ---- | ---- | ---- | ---- | ---- | ---- | -------- |
| Câmara de Lobos             | 42,12 | 28,67 | 7,51 | 5,13 | 2,46 | 2,35 | 2,01 | 1,37 | 1,29 | 6 882    |
| Curral das Freiras          | 57,88 | 16,52 | 5,69 | 1,09 | 4,49 | 0,66 | 1,97 | 0,98 | 1,09 | 914      |
| Estreito de Câmara de Lobos | 48,80 | 23,96 | 8,37 | 4,15 | 1,68 | 1,62 | 1,52 | 1,39 | 0,93 | 4 816    |
| Jardim da Serra             | 36,99 | 36,53 | 5,81 | 3,50 | 2,25 | 0,99 | 1,19 | 1,98 | 1,39 | 1 514    |
| Quinta Grande               | 46,42 | 27,04 | 8,15 | 2,49 | 1,09 | 2,68 | 2,09 | 0,89 | 1,29 | 1 006    |
| Câmara de Lobos             | 44,97 | 27,11 | 7,55 | 4,24 | 2,22 | 1,90 | 1,77 | 1,38 | 1,18 | 15 132   |

### Funchal
| Partido                 | Partido                              | Votos   | %               | +/-   |
| ----------------------- | ------------------------------------ | ------- | --------------- | ----- |
|                         | Partido Socialista                   | 19 716  | 36,03 / 100,00  | 12,34 |
|                         | Partido Social Democrata             | 19 097  | 34,90 / 100,00  | 1,95  |
|                         | Bloco de Esquerda                    | 3 486   | 6,37 / 100,00   | 6,41  |
|                         | CDS – Partido Popular                | 3 080   | 5,63 / 100,00   | 0,03  |
|                         | CDU - Coligação Democrática Unitária | 1 613   | 2,95 / 100,00   | 1,92  |
|                         | Juntos pelo Povo                     | 1 498   | 2,74 / 100,00   | 2,18  |
|                         | Pessoas–Animais–Natureza             | 1 256   | 2,30 / 100,00   | 0,17  |
|                         | Iniciativa Liberal                   | 553     | 1,01 / 100,00   | Novo  |
|                         | Outros (com menos de 1,00%)          | 3 239   | 5,93 / 100,00   |       |
| Votos Inválidos         | Votos Inválidos                      | 1 184   | 2,16 / 100,00   | 1,48  |
| Total                   | Total                                | 54 722  | 100,00 / 100,00 |       |
| Eleitorado/Participação | Eleitorado/Participação              | 107 028 | 51,13 / 100,00  | 0,99  |

| Freguesia                  | %     | %     | %    | %    | %    | %    | %    | %    | Votantes |
| Freguesia                  | PS    | PSD   | BE   | CDS  | CDU  | JPP  | PAN  | IL   | Votantes |
| -------------------------- | ----- | ----- | ---- | ---- | ---- | ---- | ---- | ---- | -------- |
| Imaculado Coração de Maria | 37,63 | 33,72 | 5,73 | 6,44 | 3,10 | 2,80 | 2,43 | 1,15 | 2 966    |
| Monte                      | 34,48 | 37,21 | 6,37 | 4,93 | 2,87 | 2,00 | 2,30 | 0,90 | 2 999    |
| Santa Luzia                | 32,81 | 37,99 | 6,47 | 6,54 | 3,48 | 2,93 | 2,45 | 1,40 | 2 935    |
| Santa Maria Maior          | 38,60 | 32,55 | 6,60 | 5,21 | 2,63 | 3,00 | 2,45 | 1,12 | 6 608    |
| Santo António              | 36,82 | 32,80 | 6,36 | 5,55 | 3,27 | 2,58 | 2,50 | 0,70 | 13 232   |
| São Gonçalo                | 38,04 | 34,14 | 6,18 | 5,01 | 2,80 | 3,90 | 1,59 | 0,79 | 2 897    |
| São Martinho               | 34,51 | 36,20 | 6,77 | 6,01 | 2,64 | 2,78 | 2,32 | 1,24 | 13 352   |
| São Pedro                  | 37,23 | 33,89 | 6,68 | 5,59 | 3,48 | 2,47 | 2,33 | 1,10 | 3 650    |
| São Roque                  | 35,36 | 36,67 | 5,44 | 4,99 | 2,66 | 2,98 | 1,78 | 0,77 | 4 666    |
| Sé                         | 32,53 | 42,63 | 5,36 | 6,14 | 2,96 | 1,20 | 1,83 | 1,41 | 1 417    |
| Funchal                    | 36,03 | 34,90 | 6,37 | 5,63 | 2,95 | 2,74 | 2,30 | 1,01 | 54 722   |

### Machico
| Partido                 | Partido                              | Votos  | %               | +/-   |
| ----------------------- | ------------------------------------ | ------ | --------------- | ----- |
|                         | Partido Socialista                   | 4 993  | 48,60 / 100,00  | 13,07 |
|                         | Partido Social Democrata             | 3 054  | 29,73 / 100,00  | 3,35  |
|                         | Bloco de Esquerda                    | 517    | 5,03 / 100,00   | 4,42  |
|                         | Juntos pelo Povo                     | 375    | 3,65 / 100,00   | 1,01  |
|                         | CDS – Partido Popular                | 329    | 3,20 / 100,00   | 0,59  |
|                         | Pessoas–Animais–Natureza             | 131    | 1,28 / 100,00   | 0,21  |
|                         | CDU - Coligação Democrática Unitária | 116    | 1,13 / 100,00   | 0,90  |
|                         | Outros (com menos de 1,00%)          | 526    | 5,13 / 100,00   |       |
| Votos Inválidos         | Votos Inválidos                      | 232    | 2,25 / 100,00   | 0,80  |
| Total                   | Total                                | 10 273 | 100,00 / 100,00 |       |
| Eleitorado/Participação | Eleitorado/Participação              | 20 844 | 49,29 / 100,00  | 1,78  |

| Freguesia              | %     | %     | %    | %    | %    | %    | %    | Votantes |
| Freguesia              | PS    | PSD   | BE   | JPP  | CDS  | PAN  | CDU  | Votantes |
| ---------------------- | ----- | ----- | ---- | ---- | ---- | ---- | ---- | -------- |
| Água de Pena           | 43,91 | 30,69 | 5,69 | 5,05 | 3,69 | 1,52 | 1,04 | 1 248    |
| Caniçal                | 54,68 | 28,21 | 3,41 | 3,41 | 3,35 | 0,92 | 0,52 | 1 730    |
| Machico                | 52,09 | 27,28 | 5,43 | 2,75 | 2,87 | 1,47 | 1,26 | 5 304    |
| Porto da Cruz          | 39,97 | 33,94 | 5,42 | 3,51 | 3,43 | 0,92 | 1,07 | 1 311    |
| Santo António da Serra | 31,18 | 42,79 | 4,12 | 8,97 | 4,12 | 0,88 | 1,91 | 680      |
| Machico                | 48,60 | 29,73 | 5,03 | 3,65 | 3,20 | 1,28 | 1,13 | 10 273   |

### Ponta do Sol
| Partido                 | Partido                     | Votos | %               | +/-   |
| ----------------------- | --------------------------- | ----- | --------------- | ----- |
|                         | Partido Social Democrata    | 2 233 | 48,39 / 100,00  | 4,91  |
|                         | Partido Socialista          | 1 270 | 27,52 / 100,00  | 12,92 |
|                         | CDS – Partido Popular       | 483   | 10,47 / 100,00  | 3,30  |
|                         | Bloco de Esquerda           | 141   | 3,06 / 100,00   | 5,07  |
|                         | Juntos pelo Povo            | 71    | 1,54 / 100,00   | 1,94  |
|                         | Pessoas–Animais–Natureza    | 52    | 1,13 / 100,00   | 0,03  |
|                         | Outros (com menos de 1,00%) | 456   | 5,61 / 100,00   |       |
| Votos Inválidos         | Votos Inválidos             | 107   | 2,32 / 100,00   | 1,44  |
| Total                   | Total                       | 4 615 | 100,00 / 100,00 |       |
| Eleitorado/Participação | Eleitorado/Participação     | 9 910 | 46,57 / 100,00  | 3,76  |

| Freguesia       | %     | %     | %     | %    | %    | %    | Votantes |
| Freguesia       | PSD   | PS    | CDS   | BE   | JPP  | PAN  | Votantes |
| --------------- | ----- | ----- | ----- | ---- | ---- | ---- | -------- |
| Canhas          | 53,27 | 24,66 | 9,87  | 2,33 | 1,62 | 1,11 | 1 975    |
| Madalena do Mar | 44,10 | 33,33 | 8,33  | 4,17 | 1,04 | 0,35 | 288      |
| Ponta do Sol    | 44,81 | 29,21 | 11,22 | 3,53 | 1,53 | 1,23 | 2 352    |
| Ponta do Sol    | 48,39 | 27,52 | 10,47 | 3,06 | 1,54 | 1,13 | 4 615    |

### Porto Moniz
| Partido                 | Partido                     | Votos | %               | +/-   |
| ----------------------- | --------------------------- | ----- | --------------- | ----- |
|                         | Partido Socialista          | 919   | 48,44 / 100,00  | 16,82 |
|                         | Partido Social Democrata    | 823   | 43,38 / 100,00  | 5,49  |
|                         | CDS – Partido Popular       | 45    | 2,37 / 100,00   | 1,36  |
|                         | Bloco de Esquerda           | 20    | 1,05 / 100,00   | 3,54  |
|                         | Outros (com menos de 1,00%) | 56    | 2,95 / 100,00   |       |
| Votos Inválidos         | Votos Inválidos             | 34    | 1,79 / 100,00   | 2,06  |
| Total                   | Total                       | 1 897 | 100,00 / 100,00 |       |
| Eleitorado/Participação | Eleitorado/Participação     | 3 056 | 62,07 / 100,00  | 11,42 |

| Freguesia         | %     | %     | %    | %    | Votantes |
| Freguesia         | PS    | PSD   | CDS  | BE   | Votantes |
| ----------------- | ----- | ----- | ---- | ---- | -------- |
| Achadas da Cruz   | 59,13 | 33,04 | 1,74 | 0,87 | 115      |
| Porto Moniz       | 49,74 | 41,98 | 2,50 | 1,38 | 1 160    |
| Ribeira da Janela | 41,56 | 47,40 | 1,95 | 0    | 154      |
| Seixal            | 44,87 | 48,08 | 2,35 | 0,64 | 468      |
| Porto Moniz       | 48,44 | 43,38 | 2,37 | 1,05 | 1 897    |

### Porto Santo
| Partido                 | Partido                              | Votos | %               | +/-   |
| ----------------------- | ------------------------------------ | ----- | --------------- | ----- |
|                         | Partido Socialista                   | 1 382 | 50,75 / 100,00  | 18,86 |
|                         | Partido Social Democrata             | 858   | 31,51 / 100,00  | 7,06  |
|                         | Bloco de Esquerda                    | 107   | 3,93 / 100,00   | 4,99  |
|                         | CDS – Partido Popular                | 92    | 3,38 / 100,00   | 0,31  |
|                         | CHEGA!                               | 44    | 1,62 / 100,00   | Novo  |
|                         | Pessoas–Animais–Natureza             | 35    | 1,29 / 100,00   | 0,07  |
|                         | CDU - Coligação Democrática Unitária | 28    | 1,03 / 100,00   | 1,25  |
|                         | Outros (com menos de 1,00%)          | 114   | 4,18 / 100,00   |       |
| Votos Inválidos         | Votos Inválidos                      | 63    | 2,31 / 100,00   | 2,36  |
| Total                   | Total                                | 2 723 | 100,00 / 100,00 |       |
| Eleitorado/Participação | Eleitorado/Participação              | 5 157 | 52,80 / 100,00  | 6,20  |

| Freguesia   | %     | %     | %    | %    | %    | %    | %    | Votantes |
| Freguesia   | PS    | PSD   | BE   | CDS  | CH   | PAN  | CDU  | Votantes |
| ----------- | ----- | ----- | ---- | ---- | ---- | ---- | ---- | -------- |
| Porto Santo | 50,75 | 31,51 | 3,93 | 3,38 | 1,62 | 1,29 | 1,03 | 2 723    |
| Porto Santo | 50,75 | 31,51 | 3,93 | 3,38 | 1,62 | 1,29 | 1,03 | 2 723    |

### Ribeira Brava
| Partido                 | Partido                                     | Votos  | %               | +/-   |
| ----------------------- | ------------------------------------------- | ------ | --------------- | ----- |
|                         | Partido Social Democrata                    | 3 201  | 47,70 / 100,00  | 0,51  |
|                         | Partido Socialista                          | 1 745  | 26,00 / 100,00  | 12,30 |
|                         | CDS – Partido Popular                       | 441    | 6,57 / 100,00   | 0,45  |
|                         | Bloco de Esquerda                           | 240    | 3,58 / 100,00   | 4,53  |
|                         | Juntos pelo Povo                            | 154    | 2,29 / 100,00   | 2,50  |
|                         | Partido Unido dos Reformados e Pensionistas | 133    | 1,98 / 100,00   | -     |
|                         | Pessoas–Animais–Natureza                    | 115    | 1,71 / 100,00   | 0,30  |
|                         | CDU - Coligação Democrática Unitária        | 101    | 1,50 / 100,00   | 1,11  |
|                         | Outros (com menos de 1,00%)                 | 373    | 5,55 / 100,00   |       |
| Votos Inválidos         | Votos Inválidos                             | 208    | 3,10 / 100,00   | 1,49  |
| Total                   | Total                                       | 6 711  | 100,00 / 100,00 |       |
| Eleitorado/Participação | Eleitorado/Participação                     | 13 953 | 48,10 / 100,00  | 1,50  |

| Freguesia     | %     | %     | %    | %    | %    | %    | %    | %    | Votantes |
| Freguesia     | PSD   | PS    | CDS  | BE   | JPP  | PURP | PAN  | CDU  | Votantes |
| ------------- | ----- | ----- | ---- | ---- | ---- | ---- | ---- | ---- | -------- |
| Campanário    | 50,60 | 23,08 | 6,41 | 3,34 | 2,15 | 2,70 | 1,83 | 1,10 | 2 184    |
| Ribeira Brava | 45,77 | 26,93 | 6,61 | 4,09 | 2,44 | 1,82 | 1,79 | 1,82 | 3 402    |
| Serra de Água | 47,67 | 30,74 | 6,22 | 2,76 | 1,38 | 1,04 | 0,69 | 1,73 | 579      |
| Tabua         | 48,17 | 26,92 | 7,33 | 2,20 | 2,93 | 1,10 | 1,83 | 0,92 | 546      |
| Ribeira Brava | 47,70 | 26,00 | 6,57 | 3,58 | 2,29 | 1,98 | 1,71 | 1,50 | 6 711    |

### Santa Cruz
| Partido                 | Partido                              | Votos  | %               | +/-   |
| ----------------------- | ------------------------------------ | ------ | --------------- | ----- |
|                         | Partido Socialista                   | 5 997  | 28,70 / 100,00  | 11,09 |
|                         | Partido Social Democrata             | 5 737  | 27,45 / 100,00  | 2,06  |
|                         | Juntos pelo Povo                     | 4 518  | 21,62 / 100,00  | 0,64  |
|                         | Bloco de Esquerda                    | 1 189  | 5,69 / 100,00   | 6,39  |
|                         | CDS – Partido Popular                | 923    | 4,42 / 100,00   | 1,16  |
|                         | Pessoas–Animais–Natureza             | 364    | 1,74 / 100,00   | 0,02  |
|                         | CDU - Coligação Democrática Unitária | 358    | 1,71 / 100,00   | 1,40  |
|                         | Outros (com menos de 1,00%)          | 1 342  | 6,43 / 100,00   |       |
| Votos Inválidos         | Votos Inválidos                      | 471    | 2,25 / 100,00   | 1,43  |
| Total                   | Total                                | 20 899 | 100,00 / 100,00 |       |
| Eleitorado/Participação | Eleitorado/Participação              | 39 398 | 53,05 / 100,00  | 0,59  |

| Freguesia              | %     | %     | %     | %    | %    | %    | %    | Votantes |
| Freguesia              | PS    | PSD   | JPP   | BE   | CDS  | PAN  | CDU  | Votantes |
| ---------------------- | ----- | ----- | ----- | ---- | ---- | ---- | ---- | -------- |
| Camacha                | 27,78 | 29,62 | 20,99 | 5,04 | 4,90 | 1,89 | 1,34 | 3 650    |
| Caniço                 | 30,57 | 28,23 | 15,72 | 6,65 | 5,03 | 2,21 | 1,95 | 11 212   |
| Gaula                  | 20,38 | 22,76 | 41,63 | 3,98 | 3,01 | 0,53 | 1,36 | 2 061    |
| Santa Cruz             | 29,78 | 25,81 | 26,65 | 4,60 | 2,99 | 0,83 | 1,72 | 3 479    |
| Santo António da Serra | 20,12 | 24,95 | 41,25 | 3,42 | 2,82 | 1,41 | 0,40 | 497      |
| Santa Cruz             | 28,70 | 27,45 | 21,62 | 5,69 | 4,42 | 1,74 | 1,71 | 20 899   |

### Santana
| Partido                 | Partido                              | Votos | %               | +/-   |
| ----------------------- | ------------------------------------ | ----- | --------------- | ----- |
|                         | Partido Social Democrata             | 1 597 | 40,37 / 100,00  | 2,22  |
|                         | Partido Socialista                   | 1 145 | 28,94 / 100,00  | 14,47 |
|                         | CDS – Partido Popular                | 572   | 14,46 / 100,00  | 2,45  |
|                         | Bloco de Esquerda                    | 156   | 3,94 / 100,00   | 3,86  |
|                         | Juntos pelo Povo                     | 78    | 1,97 / 100,00   | 1,39  |
|                         | CDU - Coligação Democrática Unitária | 47    | 1,19 / 100,00   | 1,08  |
|                         | Partido Trabalhista Português        | 42    | 1,06 / 100,00   | 0,46  |
|                         | Outros (com menos de 1,00%)          | 226   | 5,73 / 100,00   |       |
| Votos Inválidos         | Votos Inválidos                      | 93    | 2,35 / 100,00   | 1,48  |
| Total                   | Total                                | 3 956 | 100,00 / 100,00 |       |
| Eleitorado/Participação | Eleitorado/Participação              | 7 823 | 50,57 / 100,00  | 1,42  |

| Freguesia          | %     | %     | %     | %    | %    | %    | %    | Votantes |
| Freguesia          | PSD   | PS    | CDS   | BE   | JPP  | CDU  | PTP  | Votantes |
| ------------------ | ----- | ----- | ----- | ---- | ---- | ---- | ---- | -------- |
| Arco de São Jorge  | 43,09 | 34,15 | 10,16 | 4,88 | 1,63 | 1,22 | 0,81 | 246      |
| Faial              | 46,81 | 27,04 | 9,57  | 4,34 | 1,91 | 0,64 | 1,02 | 784      |
| Ilha               | 46,76 | 21,58 | 17,99 | 2,16 | 6,47 | 0    | 0    | 139      |
| Santana            | 34,53 | 31,26 | 17,33 | 4,08 | 2,13 | 0,75 | 1,26 | 1 593    |
| São Jorge          | 39,33 | 25,47 | 16,85 | 3,87 | 1,62 | 2,37 | 1,25 | 801      |
| São Roque do Faial | 49,36 | 29,77 | 9,16  | 2,80 | 0,76 | 2,04 | 0,51 | 393      |
| Santana            | 40,37 | 28,94 | 14,46 | 3,94 | 1,97 | 1,19 | 1,06 | 3 956    |

### São Vicente
| Partido                 | Partido                     | Votos | %               | +/-   |
| ----------------------- | --------------------------- | ----- | --------------- | ----- |
|                         | Partido Social Democrata    | 1 417 | 49,70 / 100,00  | 0,50  |
|                         | Partido Socialista          | 838   | 29,39 / 100,00  | 11,29 |
|                         | CDS – Partido Popular       | 159   | 5,58 / 100,00   | 3,03  |
|                         | Bloco de Esquerda           | 119   | 4,17 / 100,00   | 3,59  |
|                         | Juntos pelo Povo            | 41    | 1,44 / 100,00   | 1,13  |
|                         | Outros (com menos de 1,00%) | 200   | 7,05 / 100,00   |       |
| Votos Inválidos         | Votos Inválidos             | 77    | 2,70 / 100,00   | 0,71  |
| Total                   | Total                       | 2 851 | 100,00 / 100,00 |       |
| Eleitorado/Participação | Eleitorado/Participação     | 6 074 | 46,94 / 100,00  | 2,98  |

| Freguesia     | %     | %     | %    | %    | %    | Votantes |
| Freguesia     | PSD   | PS    | CDS  | BE   | JPP  | Votantes |
| ------------- | ----- | ----- | ---- | ---- | ---- | -------- |
| Boa Ventura   | 56,15 | 24,25 | 5,98 | 1,83 | 1,16 | 602      |
| Ponta Delgada | 47,91 | 29,61 | 4,34 | 6,98 | 1,24 | 645      |
| São Vicente   | 48,00 | 31,23 | 5,92 | 3,93 | 1,62 | 1 604    |
| São Vicente   | 49,70 | 29,39 | 5,58 | 4,17 | 1,44 | 2 851    |